# چیپ لانگ
چیپ لانگ (انگلیسی: Chip Lang؛ زادهٔ ۲۱ اوت ۱۹۵۲) یک بازیکن بیسبال است. او در سال‌های ۱۹۷۵و۱۹۷۶در تیم Montreal Exposحضور داشت.